# تحصیل کمالیا
تحصیل کمالیا (به انگلیسی: Kamalia Tehsil) یک تحصیل در پاکستان است که در پنجاب واقع شده‌است.